# Martina Halinárová

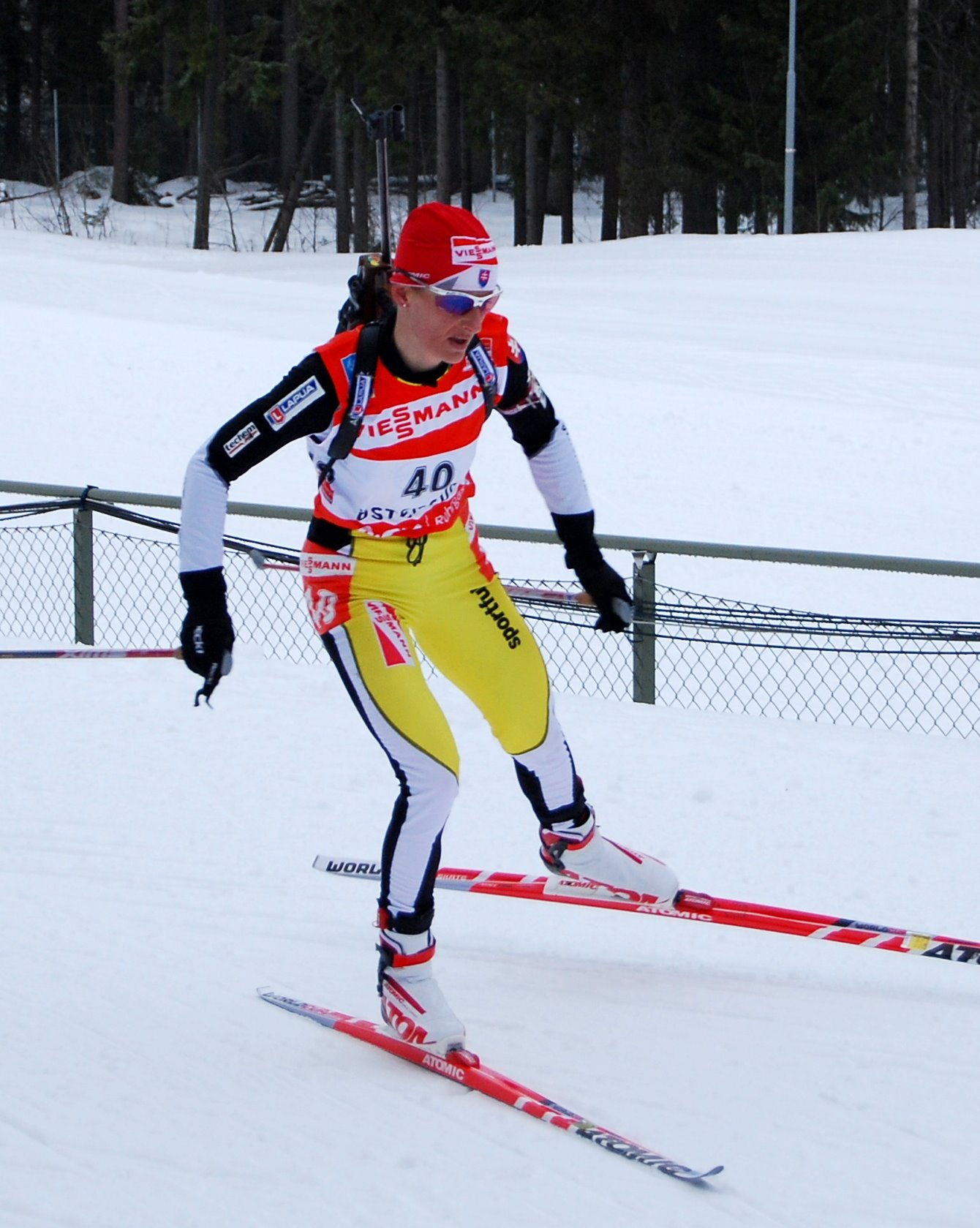
Martina Halinárová während der Biathlon-WM 2008 in Östersund.

Martina Halinárová, auch bekannt als Martina Schwarzbacherová und Martina Jašicová (* 22. April 1973 in Dolný Kubín) ist eine ehemalige slowakische Biathletin.
Martina Halinárová ist Sportlehrerin und lebt in Banská Bystrica. Biathlon betrieb sie seit 1992. Seitdem startete sie auch im Biathlon-Weltcup. Ihr Debüt gab sie in einem Einzel in Pokljuka, wo sie sofort Neunte wurde. Es folgten weitere Top-Platzierungen in dieser Saison, bestes Ergebnis war ein fünfter Platz im Sprint von Lillehammer. Mit einem achten Platz im Gesamtweltcup erreichte sie in dieser Wertung in ihrer ersten Saison sofort ihr bestes Karriereergebnis. 1994 folgte mit der Teilnahme an den Olympischen Winterspielen von Lillehammer ein erster Karrierehöhepunkt. Im Einzel wurde sie Sechste, im Sprint 15. In der Saison 1994/95 feierte sie mit einem Sieg im Einzel in Lahti ihren einzigen Sieg in einem Weltcuprennen. Bis 2003 sollte sie noch häufig in die Top 10 und meist in die Punkteränge im Weltcup laufen, doch platzierte sie sich außer 1998/99 als 15 und 1994/95 als 20. nicht mehr besser als 30. im Gesamtweltcup.
An Olympischen Spielen nahm Halinárová noch weitere vier Male teil. 1998 in Nagano verpasste sie als Vierte mit der Staffel, zu der auch Anna Murínová, Tatiana Kutlíková und Soňa Mihoková gehörten, nur knapp eine Medaille. Im Sprint wurde sie Siebte. 2002 in Salt Lake City verpasste sie mit Mihokova, Murinova und Marcela Pavkovčeková als Fünftplatzierte mit der Staffel erneut nur knapp eine Medaille. Im Einzel wurde Halinárová Neunte, im Sprint 13. und in der Verfolgung Zehnte. Weniger gut verliefen die Spiele von 2006 in Turin. Mit der Staffel wurde sie nur Zehnte. Im Sprint wurde sie noch recht gute 16., in der Verfolgung wurde sie jedoch nach einer Überrundung durch die spätere Siegerin Kati Wilhelm aus dem Rennen genommen. Dieses Schicksal teilte sie mit 13 weiteren Starterinnen. 2010 startete Martina Halinárová bei den Olympischen Winterspielen in Vancouver. Ihr bestes Resultat war der 44. Platz im Einzel. Mit der Staffel belegte sie Rang 13.
Die erste Weltmeisterschaft, an der Halinárová teilnahm, waren die Welttitelkämpfe 1995 in Borowez. Hier war ein 37. Platz im Sprint ihr bestes Ergebnis. Besser lief es zwei Jahre später in Antholz, wo sie mit der Staffel erneut als Viertplatzierte eine Medaille nur knapp verfehlte. Im Einzel wurde sie Zehnte, im Sprint Elfte. Die Biathlon-Weltmeisterschaften 1996 in Ruhpolding verliefen äußerst enttäuschend, ebenso die Titelkämpfe 1997 in Brezno, wo jedoch immerhin ein siebter Staffelplatz erreicht wurde. Ihre erfolgreichsten Weltmeisterschaften folgte 1999 in Kontiolahti und Oslo. Halinárová gewann in der Verfolgung hinter Olena Subrylowa nach einem siebten Platz im Sprint die Silbermedaille. Im Massenstart wurde sie Fünfte, mit der Staffel Achte. 2000 in Oslo kam ein fünfter Platz im Einzel und erneut ein achter Staffelplatz hinzu. Die WM des Jahres 2001 in Pokljuka verlief erneut ohne nennenswerte Ergebnisse. Besser lief es nochmals 2003 in Chanty-Mansijsk. Hier wurde sie Sechste im Sprint und Siebte im Massenstartrennen. 2005 in Hochfilzen war ihr bestes Einzelergebnis zwar nur ein 20. Platz in der Verfolgung, doch konnte die Staffel als Sechstplatzierte nochmals auftrumpfen. Bei ihrer letzten WM in Antholz konnte sie nochmals einige ihrer besten Saisonergebnisse erreichen, doch reichte ihre Form im nun schon fortgeschrittenen Alter nicht mehr für Spitzenplätze aus. Bestes Ergebnis war ein 17. Rang im Einzel.
Zwischen 2000 und 2007 nahm Halinárová an mehreren Europameisterschaften teil. 2000 gewann sie Zakopane Staffelgold. 2003 in Forni Avoltri wurde sie Sprinteuropameisterin. Eine Silbermedaille kam 2006 im Einzel von Langdorf hinzu, das Pavlina Filipova gewann. Weltmeisterin wurde Halinárová bei den Weltmeisterschaften im Sommerbiathlon 1998 in Brezno, wo sie nach einem fünften Platz im Sprint die Verfolgung gewann.

## Biathlon-Weltcup-Platzierungen
Die Tabelle zeigt alle Platzierungen (je nach Austragungsjahr einschließlich Olympische Spiele und Weltmeisterschaften).
- 1.–3. Platz: Anzahl der Podiumsplatzierungen
- Top 10: Anzahl der Platzierungen unter den ersten zehn (einschließlich Podium)
- Punkteränge: Anzahl der Platzierungen innerhalb der Punkteränge (einschließlich Podium und Top 10)
- Starts: Anzahl gelaufener Rennen in der jeweiligen Disziplin
- Staffel: inklusive Mixed-Staffel

| Platzierung                      | Einzel | Sprint | Verfolgung | Massenstart | Team | Staffel | Gesamt |
| -------------------------------- | ------ | ------ | ---------- | ----------- | ---- | ------- | ------ |
| 1. Platz                         | 1      |        |            |             |      |         | 1      |
| 2. Platz                         |        |        | 1          |             |      |         | 1      |
| 3. Platz                         |        | 1      | 1          |             |      | 1       | 3      |
| Top 10                           | 11     | 8      | 5          | 3           | 1    | 33      | 61     |
| Punkteränge                      | 29     | 35     | 29         | 8           | 1    | 54      | 156    |
| Starts                           | 63     | 103    | 53         | 8           | 1    | 55      | 283    |
| Stand: nach der Saison 2009/2010 |        |        |            |             |      |         |        |